# Ruth Manorama
Ruth Manorama, född 30 maj 1952 i Chennai är en aktivist som arbetar för kastlösa kvinnors rättigheter och bosättare i städernas slumområden. 2006 tilldelades hon Right Livelihood Award.

## Biografi
Ruth Manorama är dotter till Paul Dhanraj, posttjänsteman och Dorothy Dhanraj. Hon är äldst bland fem flickor och tre pojkar. Hennes mor arbetade hårt för flickors rätt till utbildning. Fadern arbetade för fattiga människors rätt till jorden de brukade. Föräldrarna konverterade till kristendom där förtryck av kastlösa är mindre än inom Hinduism. De uppmuntrade alla sina döttrar att studera och de fick examen från Women’s Christian College. Manorama ville först bli läkare men valde sedan att studera samhällsvetenskap vid Stella Maris College, Chennai.

## Organisationer (urval)
Manorama har varit ledare i en rad organisationer:
- 1980-tal – Dalit Christian Liberation Movement.[3]
- 1985 – Women's Voice Karntaka.[4]
- 1993 – National Federation of Dalit Women (NFDW).[5]

## Priser och utmärkelser
- 2006 – Right Livelihood Award. Juryns motivering löd: ”for her commitment over decades to achieving equality for Dalit women, building effective and committed women’s organizations and working for their rights at national and international levels.”[6][a]

## Originalcitat
1. ↑   …för hennes mångåriga engagemang för Dalitkvinnors rättigheter och med att bygga effektiva kvinnorörelser och arbete för kvinnors rättigheter, nationellt och internationellt.